# Mesegar
Mesegar är en ort i Spanien.   Den ligger i provinsen Toledo och regionen Kastilien-La Mancha, i den centrala delen av landet, 90 km sydväst om huvudstaden Madrid. Mesegar ligger 483 meter över havet och antalet invånare är 212.
Terrängen runt Mesegar är lite kuperad. Runt Mesegar är det ganska glesbefolkat, med 27 invånare per kvadratkilometer. Närmaste större samhälle är Torrijos, 19,7 km öster om Mesegar. Trakten runt Mesegar består till största delen av jordbruksmark.